# Glipostenoda shizuokana
Glipostenoda shizuokana là một loài bọ cánh cứng trong họ Mordellidae. Loài này được Kôno miêu tả khoa học năm 1935.